# Dipleurozoa
Classe
Les Dipleurozoa (les dipleurozoaires en français) sont une classe de l'embranchement des Proarticulata. Ce sont des animaux semblables à Dickinsonia, cet animal archaïque de la faune de l'Édiacarien qui présente une symétrie bilatérale et qui a été comparé aux vers polychètes. Adolf Seilacher les classe comme Vendozoaires.
Mikhail A. Fedonkin et Benjamin M. Waggoner y apparentent Spriggina qui évoque déjà un trilobite, et des animaux proches mais dont les segments latéraux sont alternés. Ils proposent l'arborescence suivante:
```
├─o 
Petalonamae
 (sédentaires et à symétrie axiale)
└─o 
Dipleurozoa
 (mobiles et à symétrie bilatérale)

 
 
 
├─o 
Dickinsoniidae

 
 
 
└─o (AD) (à chambre médiane)

 
 
 
 
 
 
├─o 
Yorgiidae
 (cæcum complexe et gonades tubulaires)

 
 
 
 
 
 
└─o 
Spriggina
 (à corps allongé)
```

## Liste des sous-taxons
- - † Dickinsonia
- † Vendomiidae (Keller 1976)
  - † Vendia
  - † Vendomia? (non symétrique)
- † Yorgiidae (Ivantsov 2001)
  - † Yorgia
  - † Archaeaspinus
  - † Andiva
  - † Chondroplon